# Azai Nagamasa
Azai Nagamasa (淺井 長政 (Thiển Tỉnh Trường Chính) Azai Nagamasa, 1545 - 28 tháng 8, 1573) là con trai của Azai Hisamasa, một daimyo vùng Omi. Nagamasa đã có nhiều chiến tích trên chiến trường cùng Rokkaku Yoshitaka và Saito Katsuoki. Những trận đánh tiêu biểu mà Nagamasa đã tham gia là trận Anegawa và trận vây hãm thành Odani.
Ông lấy em gái Oda Nobunaga là Oichi, nhưng lại liên minh với gia tộc Asakura và các thầy tu ở núi Hiei. Ông đã từng đánh bại Nobunaga và Tokugawa Ieyasu trong trận Anegawa (1570).
1573, khi Oda Nobunaga vây hãm thành Odani, Nagamasa không hi vọng vào một chiến thắng, ông đã chọn seppuku để đổi lấy mạng sống cho con gái của ông và đã thuyết phục Oichi quay về với gia tộc Oda cùng với những người con của nàng.
Ba người con gái của ông sau này đã trở nên nổi tiếng:
- Chacha, hay còn gọi là Yodo-Dono, là vợ thứ hai của Toyotomi Hideyoshi mẹ của Toyotomi Hideyori.
- Hatsu, vợ của Kyogoku Takatsugu.
- Oeyo, hay còn gọi là Sugenin, vợ thứ hai của Shogun Tokugawa Hidetada, mẹ của Tokugawa Iemitsu.